# Дмитриј Кузњецов
Дмитриј Викторович Кузњецов (рус. Дмитрий Викторович Кузнецов; 28. август 1965, Москва) бивши је руски фудбалер и тренер.

## Каријера
Током каријере играо је за клубове као што су: ЦСКА Москва, Еспањол, Љеида, Депортиво Алавес, Осасуна и Арсенал Тула. У дресу ЦСКА је освојио по једно првенство и куп СССР.
Играо је за три различите репрезентације, СССР, ЗНД и Русија. Био је учесник Европског првенства 1992. у Шведској са репрезентацијом Заједнице независних држава. Са репрезентацијом Русије учествовао је на завршном турниру Светског првенства 1994. у САД. Укупно је одиграо 28 утакмица и постигао 2 поготка у дресу репрезентације.

## Успеси

### Клуб
ЦСКА Москва
- Првенство СССР: 1991.
- Куп СССР: 1991.